# 裴氏清
皇叔母堅太王妃（越南语：／；1845年4月22日—1900年11月24日），名裴氏清（越南语：／），越南阮朝堅太王阮福洪侅的正室。
紹治五年三月十六日（1845年4月22日），裴氏清出生在廣治省明靈縣春和總葛山坊，嗣德年間成為阮福洪侅的府妾，生三子二女：長子是阮景宗阮福昪，次子是阮簡宗阮福昊，三子是堅縣侯阮福膺𧯦。咸宜元年（1885年）九月，同慶帝追贈生父堅國公阮福洪侅為堅王，尊生母裴氏清為堅王妃（越南语：／）。同慶三年（1888年）正月，同慶帝追贈堅王為堅太王，諡號純毅，堅王妃裴氏清為堅太王妃（越南语：／）。成泰十二年十月初三日（1900年11月24日），堅太王妃逝世，諡號端柔（越南语：／）。葬在承天府香水縣野犁總野犁社。